# العلاقات الآيسلندية الناميبية
العلاقات الآيسلندية الناميبية هي العلاقات الثنائية التي تجمع بين آيسلندا وناميبيا.

## مقارنة بين البلدين
هذه مقارنة عامة ومرجعية للدولتين:
| وجه المقارنة                                              | آيسلندا          | ناميبيا      |
| --------------------------------------------------------- | ---------------- | ------------ |
| المساحة (كم2)                                             | 103.00 ألف       | 825.62 ألف   |
| عدد السكان (نسمة)                                         | 317.35 ألف       | 2.53 مليون   |
| الكثافة السكانية (ن./كم²)                                 | 3.08             | 3.06         |
| العاصمة                                                   | ريكيافيك         | ويندهوك      |
| اللغة الرسمية                                             | اللغة الآيسلندية | لغة إنجليزية |
| العملة                                                    | كرونة آيسلندية   | دولار ناميبي |
| الناتج المحلي الإجمالي (بليون دولار)                      | 23.91 مليار      | 13.24 مليار  |
| الناتج المحلي الإجمالي (تعادل القوة الشرائية) بليون دولار | 15.79 مليار      | 25.60 مليار  |
| الناتج المحلي الإجمالي الاسمي للفرد دولار أمريكي          | 50.17 ألف        | 4.67 ألف     |
| الناتج المحلي الإجمالي للفرد دولار أمريكي                 | 46.55 ألف        | 9.96 ألف     |
| مؤشر التنمية البشرية                                      | 0.899            | 0.628        |
| رمز المكالمات الدولي                                      | +354             | +264         |
| رمز الإنترنت                                              | .is              | .na          |
| المنطقة الزمنية                                           | 00، أوروبا/لندن ‏ | ت ع م+02:00  |

## منظمات دولية مشتركة
يشترك البلدان في عضوية مجموعة من المنظمات الدولية، منها:
| علم المنظمة | اسم المنظمة                        | تاريخ انضمام آيسلندا | تاريخ انضمام ناميبيا |
| ----------- | ---------------------------------- | -------------------- | -------------------- |
|             | وكالة ضمان الاستثمار متعدد الأطراف | 25 سبتمبر 1998       | 25 سبتمبر 1990       |
|             | منظمة الشرطة الجنائية الدولية      | ?                    | ?                    |
|             | منظمة حظر الأسلحة الكيميائية       | ?                    | ?                    |
|             | منظمة التجارة العالمية             | ?                    | ?                    |
|             | الأمم المتحدة                      | 19 نوفمبر 1946       | 23 أبريل 1990        |
|             | مؤسسة التمويل الدولية              | 20 يوليو 1956        | 25 سبتمبر 1990       |
|             | يونسكو                             | 8 يونيو 1964         | 2 نوفمبر 1978        |
|             | البنك الدولي للإنشاء والتعمير      | 27 ديسمبر 1945       | 25 سبتمبر 1990       |
|             | الاتحاد البريدي العالمي            | ?                    | ?                    |
|             | الاتحاد الدولي للاتصالات           | 1 أكتوبر 1906        | 25 يناير 1984        |

## وصلات خارجية
- موقع وزارة الخارجية الآيسلندية